# Chiesa confraternita di San Giuseppe
La chiesa confraternita di San Giuseppe è un edificio religioso situato nel centro storico di Batignano, frazione comunale di Grosseto.

## Storia e descrizione

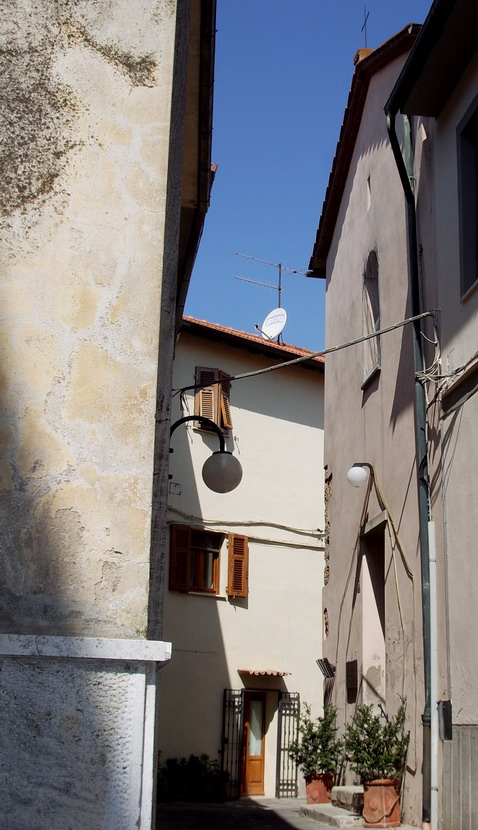
Facciata della chiesa

L'edificio religioso fu costruito durante il Seicento lungo l'attuale via del Gelsomino, non lontano dalla pieve di San Martino, nella cui parrocchia vi rientra territorialmente.
La chiesa si presenta a pianta rettangolare, ad aula unica suddivisa in una serie di campate, con archi a tutto sesto poggianti su robuste cornici sorrette da lesene; nella parte alte delle campate si aprono finestre rettangolari nello spazio compreso tra gli archi e la cornice. Escludendo l'area presbiterale, il soffitto si caratterizza per la presenza di volte a crociera.
La parte presbiteriale termina è rialzata ed è arricchita da un altare di gusto barocco, con colonne laterali a sezione circolare culminanti con capitelli, su cui trovano appoggio le estremità di un timpano di forma triangolare, interrotto al centro dalla presenza di una finestra. Nello spazio tra le due colonne è collocato un dipinto, mentre lateralmente, su ciascuno dei due lati, si apre una nicchia munita di statua al cui interno si trova una statua.